# 最大功率点追踪
最大功率点追踪（Maximum power point tracking，簡稱MPPT）是常用在風力發電機及光伏太陽能系統的技術，目的是在各種情形下都可以得到最大的功率輸出。
最大功率点追踪主要是用在太陽能發電，不過其原理也可以應用在其輸入功率會變化的能量源：例如光能傳輸以及熱光電等。

## 簡介
光伏太陽能系統可能會連接逆變器、外部電網、電池組或是其他的電子負載。但不論其連接的負載為何， 最大功率点追踪要處理的問題都類似，就是太陽能電池功率傳輸的效率和照到太陽能板上的日照量有關，也和負載的電子特性有關。當日照情形變化時，可以提供最大功率傳輸效率的負載曲線也隨之變化，若負載可以配合功率傳輸效率最高的負載曲線來調整，系統會有最佳的效率。功率傳輸效率最高的負載特性稱為最大功率点（maximum power point）。而最大功率点追踪就是設法找到最大功率点，並使負載特性維持在這個功率點。可以設計電路來表示連接到太陽能電池上的任何負載，之後再轉換電壓、電流或是頻率以配合其他系統。而最大功率点追踪可以找到為了得到最大可用功率所需要的最佳負載。
太陽能電池其溫度和總電阻之間有複雜的關係，因此其輸出效率會有非線性的關係，可以用电流-电压特性曲线來表示。最大功率点追踪的目的就是在太陽能電池的輸出取樣，在任意的環境條件下都設法維持最大功率輸出。最大功率点追踪設備一般都會整合到電能轉換設備中，設備包括電壓或是電流的轉換、濾波、再驅動像電網、電池或是馬達等負載。
- 太陽能逆變器將直流電轉換為交流電，可以整合最大功率点追踪。這類的逆變器根據太陽能模組的資料（I-V曲線）計算輸出功率，再調整負載使輸出功率最大。
- 最大功率点的功率（Pmpp）是最大功率点電壓（Vmpp）及電流（Impp）的乘積。

## 电流-电压特性曲线

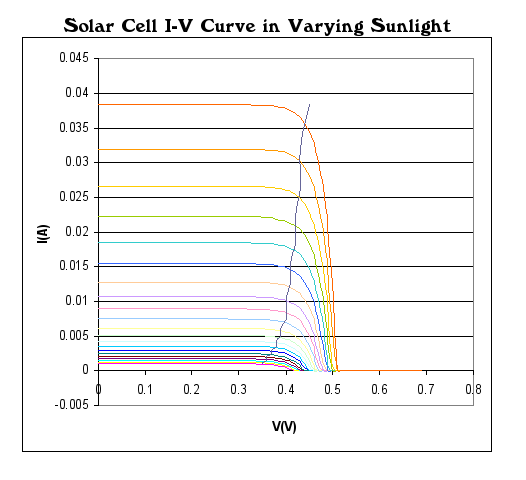
光伏電池的电流-电压曲線，其中有一個線通過各段曲線的轉折點，轉折點也就是最大功率点

太阳能电池可以輸出的最大功率和環境之間有複雜的關係。形狀因子定義為太陽能電池的最大功率，除以開路電壓Voc和短路電流Isc乘積後的比值。在計算中常用形狀因子來估計光伏電池在一定條件下可以產生的最大功率P=FF*Voc*Isc。在大部份的應用下，FF、Voc及Isc已可以大致模擬光伏電池在一般條件下的電氣特性。
在一定的操作條件下，電池會有一個工作點，其電流（I）及電壓（V）的乘積（電功率）會是最大值。此數值會對應特定的電阻，依歐姆定律會等於V / I。而功率可以用P=V*I計算。光伏電池在其主要應用的曲線範圍內，近似定电流源。不過在光伏電池的最大功率點範圍，其電壓和電流之間有類似指數函數的關係。依基本的電路及微積分理論，若I-V曲線的斜率dI/dV（微分量）和I/V比例數值相等，符號相反，dP/dV=0，此時輸出的功率為最大值。此位置即為最大功率點（maximum power point，簡稱MPP），對應曲線的轉折點。
若太陽能電池的負載阻抗R=V/I等於上述值的倒數，此時可以從太陽能電池中輸出最大的功率。有時此數值也稱為太陽能電池的「特徵阻抗」，此數值是一個動態的量，和日照程度、溫度及太陽能電池的壽命有關。若電阻小於或大於此數值，所抽取的功率都會小於最大功率，因此太陽能電池就沒有在最理想、最有效率條件下運作。最大功率点追踪會用幾種不同的控制電阻或是邏輯來找到最大功率点，使轉換器可以從太陽能電池中抽取最大的功率。

## 分類
控制器有不同的策略來找到模組的最大功率輸出。最大功率点追踪控制器可能有不同的演算法，並且視運作條件選擇適當的演算法。

### 擾動觀察法
擾動觀察法（Perturb and observe）的控制器會小幅的增加或減少電壓，並且量測其功率。若功率增加，繼續依相同方向調整電壓，一直到功率不增加為止。此方式稱為擾動觀察法（Perturb and observe），是最常見的最大功率点追踪方式，不過其輸出可能會有小幅的功率震盪。此算法屬於爬山算法，是依照功率對電壓的曲線在未到最大功率時曲線會上升，超過最大功率時曲線會下降的特性而來的。擾動觀察法因為容易實現，是最常使用的最大功率点追踪方式。若是配合了適當的估測及適應性爬山算法，擾動觀察法可以達到最高的效率。

### 增量電導法
增量電導法（incremental conductance method）的控制器會漸進式的調整太陽能模組的電壓及電流，以預測改變電壓後的影響。此方式的控制器計算量較大，但追隨條件變化的速度比擾動觀察法要快。增量電導法和擾動觀察法類似，可能會造成輸出功率的震盪。此方法會利用太陽能模組的增量電導（incremental conductance, dI/dV)，來計算功率對應電壓變化比例(dP/dV)的符號為正或為負。
增量電導法計算最大功率點的方式是比較增量電導（IΔ / VΔ）和模組的電導（I / V）。若二者相同時（I / V = IΔ / VΔ），其輸出電壓即為最大功率點電壓。控制器會維持此電壓，若照射條件改變時，會再重覆上述的流程。

### 电流扫描法
电流扫描法（current sweep method）會針對太陽能模組配合一個扫描用的電流波形，可以每隔一段時間量測且更新電流-電壓曲線的關係。再依最新的電流-電壓曲線找到最大功率点，設法使系統運作在最大功率点。

### 定電壓法
在最大功率点追踪的方法中，定電壓法（Constant voltage）有用來描述二個由不同人研發的不同技術。其中一個是在任何條件下都將輸出電壓調整到相同的定值，另外一個是將電壓調整到當時量測到開路電壓（VOC）的固定倍率。後者也在一些文獻中稱為開路電壓法。若輸出電壓維持在定值，也就不會嘗試調整電壓去找到最大功率點，因此嚴格來說，此方式不算是最大功率点追踪法。不過在一些一般最大功率点追踪法無法使用的應用中，可以使用此方法，因此有時會有此方式來輔助一般的最大功率点追踪法。
在也稱為開路電壓法的定電壓法中，為了要量測開路電壓，輸出到負載的電流會有短暫的中斷。之後控制器會繼續運作，並且將電壓控制在開路電壓VOC的一定比例下，例如0.76。此比例多半是確認過會是最大功率點的比例，可能是在預期的操作條件下，以實驗方式或是利用建模來確認此比例。因此控制器會控制太陽能模組的輸出電壓，接近固定的參考電壓Vref=kVOC，以便控制太陽能模組的工作點。Vref的數值也可以選擇讓其他的方面也有理想的表現，不過其主要原理是讓Vref和VOC維持固定的比例。
實際最大功率點電壓和開路電壓VOC的比值其實只是近似常數而已，因此有一些空間可以作進一步的優化。

### 各方法的比較
擾動觀察法和增量電導法都屬於爬山算法，都是在該運轉條件下去找功率曲線的區域極大值，因此可以找到真正的最大功率點。
即使是在日照條件固定時，擾動觀察法的工作點也在最大功率點附近移動，因此會有輸出功率的震盪。
增量電導法有一點較擾動觀察法要理想：此方法不需要讓工作點在最大功率點附近移動，就可以找到最大功率點。在日照條件快速變化時，增量電導法找到的最大功率點比擾動觀察法要精確。因為增量電導法的運算較擾動觀察法要複雜，因此取樣頻率需比擾動觀察法要低。
在也稱為開路電壓法的定電壓法中，為了量測開路電壓，光伏模組的輸出電流會有短暫時間為零，後再將輸出電壓調整到開路電壓的一定比例（多半會是76%）。在電流為零時，光伏模組的能量就浪費了。而且MPP電壓和VOC比例的76%也不一定精準，雖然此方法很簡單，成本很低，但輸出電流的中斷會降低模組效率，而且也無法找到真正的最大功率点。而且有些系統的效率其實可以達到95%以上。

## MPPT設備的位置
傳統的光伏逆变器會針對所有太陽能面板陣列進行MPPT。這様的系統會讓太陽能面板陣列串聯，所有的太陽能面板都產生相同的電流。但因為不同的太陽能模組其電流-電壓特性曲線不同（原因是因為製造公差、部分有陰影等）。此架構下，有些模組可能不會在最大功率點下運作，因此效率偏低。
有些公司（例如電源優化器公司）可以對個別模組進行最大功率点追踪，因此即使日照不均、污染或是電氣不匹配，每個模組都還是可以在最大功率点下運作。

## 配合電池的運作
在夜間，未連接電網的太陽能系統會用電池來提供能量給負載。已經充電充飽的電池組電壓會接近太陽能面積的最大功率點電壓。但若電池組只放電了一半，天亮時的電壓和最大功率點電壓差異較大。因此電池的充電需在電壓比最大功率點電壓小很多時就要可以動作，MPPT也可以處理這類的問題。
若電池已充飽電，太陽能系統的輸入已超過負載需要的功率，MPPT就不再運作在最大功率點，MPPT會調整其操作功率點，使太陽能系統產生的功率符合負載需要的功率。（另一種在太空船中常用的作法是將太陽能系統產生過多的功率由電阻負載消耗，使面板可以持續運作在最大功率點。）
若是有連接電網的光伏系統，所有產生的能量都會送到電網。因此這類系統的MPPT會持續的運作在最大功率點。

## 外部連結
- MPPT tracker by Daniel F. Butay （页面存档备份，存于） (Microchip PIC based)
- A simple maximum power point tracker utilizing the ripple correlation control technique